# Jaakko Lassila
Jaakko Sakari Lassila, född 27 mars 1928 i Vasa, död 4 juli 2003 i Helsingfors, var en finländsk bankman.
Lassila blev ekonomie doktor 1966. Han var vd för Finska träförädlingsindustriernas centralförbund 1965–1967 samt för Industrialiseringsfonden Ab och Sponsor Oy 1967–1970. Han var 1970–1074 ledamot av direktionen för Finlands Bank.
Lassila utnämndes 1974 till vd för landets största försäkringskoncern, Pohjola-bolagen, och blev 1983 koncernchef för Kansallis-Osake-Pankki, den största affärsbanken, en befattning han innehade fram till 1991, då han var tvungen att avgå på grund av den kris banken befann sig i. Hans förtroendeuppdrag omfattade bland annat medlemskap i ett flertal storbolags styrelser. Lassila arbetade bland annat för bevarandet av tidningen Uusi Suomi och sammanslagningen av Yhtyneet Paperitehtaat med Rauma-Repola samt för en avreglering av näringslivet.
År 1993 utgav han memoarer, Markka ja ääni.

## Utmärkelser
- Storkorset av Finlands Lejons orden[1]
- Finlands Reservofficersförbunds förtjänstmedalj i guld[1]
- Finlands idrottskulturs förtjänstkors[1]
- Kommendörstecknet av I klass av Finlands Vita Ros’ orden[1]
- Reservistförbundet – Reservunderofficers-förbundets förtjänstkors[1]

[Redigera Wikidata]